# Eyvind Kelve
Eyvind Kelve, norveški poganski mučenec, * c. 965, † 6. maj 995.
Bil je ubit na ukaz kralja Olava Tryggvasona, ker je zavrnil, da bi zatajil poganstvo. Bil je mučen in utopljen.